# Матвєєв Олександр Ігорович
Олекса́ндр І́горович Матвє́єв (нар. 11 лютого 1989, Полтава) — український футболіст, захисник, у минулому — гравець молодіжної збірної України.

## Клубна кар'єра
Вихованець полтавського футболу. У ДЮФЛ грав за місцеву ДЮСШ ім. І. Горпинка, дитячо-юнацьку школу «Ворскли» та команду «Молодь» (Полтава). Мав поїхати на перегляд до московського ЦСКА, але в останній момент відмовився.
2006 року уклав контракт із «Ворсклою», протягом другої половини сезону 2007/08 грав на умовах оренди у складі друголігового ФК «Полтава». Повернувшись до «Ворскли» почав залучатися до ігор команди дублерів. У складі головної команди клубу в матчах Прем'єр-ліги дебютував 21 листопада 2009 року у грі проти київської «Оболоні» (перемога 3:2). З того часу став регулярно виходити у стартовому складі команди.
У січні 2015 року перейшов до маріупольського «Іллічівця», повернувшись до свого попереднього тренера — Миколи Павлова. Проте вже наприкінці сезону маріупольці посіли останнє місце й вилетіли з Прем'єр-ліги, а Павлов покинув клуб.
Улітку 2015 року став гравцем «Олександрії». У новій команді взяв 5 номер. У липні 2016 року знову став гравцем «Полтави», але зрештою вже наприкінці липня повернувся в «Олександрію». Узимку 2016/17 таки залишив «жовто-чорних».

## Виступи за збірні
Від початку 2009 року почав залучатися до складу молодіжної збірної України, у складі якої протягом року відіграв у 9 матчах. Дебют відбувся 10 лютого 2009 року у грі проти турецької «молодіжки» (нічия 2:2).
Був уключений до заявки української «молодіжки» для участі у фінальному турнірі молодіжного чемпіонату Європи 2011 року, однак у рамках цього змагання жодного разу на поле не виходив.

## Досягнення
- Півфіналіст Кубка України: 2015/16